# Palaeomolobra
Palaeomolobra is een vliegengeslacht uit de familie van de roofvliegen (Asilidae).

## Soorten
- P. antiqua (James, 1939)